# Stal eutektoidalna
Stal eutektoidalna – stal niestopowa (węglowa) zawierająca 0,77% masowych węgla, mająca strukturę ziarnistego perlitu, składającego się z płytek ferrytu i cementytu. Stale z mniejszym udziałem węgla nazywane są stalami podeutektoidalnymi, a z większym udziałem – stalami nadeutektoidalnymi. Po przemianie martenzytycznej przebiegającej podczas hartowania może być używana jako stal magnetycznie twarda.